# Clemensia pontenova
Clemensia pontenova är en fjärilsart som beskrevs av Paul Dognin. Clemensia pontenova ingår i släktet Clemensia och familjen björnspinnare. Inga underarter finns listade i Catalogue of Life.